# Середчиха (приток Оби)
Середчиха — река в Алтайском крае России. Устье реки находится в 3368 км от устья по левому берегу реки Обь. Длина реки составляет 18 км. Правый приток — Ляпиха.

## Данные водного реестра
По данным государственного водного реестра России относится к Верхнеобскому бассейновому округу, водохозяйственный участок реки — Обь от города Барнаул до Новосибирского гидроузла, без реки Чумыш, речной подбассейн реки — бассейны притоков (Верхней) Оби до впадения Томи. Речной бассейн реки — (Верхняя) Обь до впадения Иртыша.